# Рімавська Сеч
Рімавська Сеч (словац. Rimavská Seč, угор. Rimaszécs) — село, громада в окрузі Рімавська Собота, Банськобистрицький край, Словаччина. Кадастрова площа громади — 17,32 км². Населення — 2104 осіб (за оцінкою на 31 грудня 2017 р.).
Перша згадка 1289 року.

## Транспорт
Автошляхи:
- 571 (Cesty II. triedy) I/67 (Абовці) — Фляково (I/71).
- 2798, 2799

Залізничний зупинний пункт Рімавська Сеч.
Аеродром Рімавська Сеч (на території громади Задор).

## Населення
| Рік:            | 1994. | 2004.   | 2014.   | 2024.   |
| --------------- | ----- | ------- | ------- | ------- |
| Кількість осіб: | 1700  | 1869    | 2039    | 2219    |
| Різниця:        |       | +9,94 % | +9,09 % | +8,82 % |

| Рік:            | 2023. | 2024.   |
| --------------- | ----- | ------- |
| Кількість осіб: | 2221  | 2219    |
| Різниця:        |       | -0,09 % |